# بلندی‌های بادگیر (فیلم ۱۹۵۳)
«بلندی‌های بادگیر» (انگلیسی: Wuthering Heights (1953 film)) یک فیلم است که در سال ۱۹۵۳ منتشر شد.